# Филбин, Джон
Джон Филбин (англ. John Philbin) — американский актёр, наиболее известный по ролям второго плана в фильмах «Возвращение живых мертвецов» и «На гребне волны».

## Биография
Обучался актёрскому мастерству в Калифорнийском университете в Санта-Барбаре, также состоял в университетской команде по сёрфингу.
Дебютировал как актёр в 1984 году. Получил наибольшую известность благодаря роли Натаниэля в культовом криминальном боевике «На гребне волны». Был инструктором по сёрфингу на съёмках фильма Джона Стоквелла «Голубая волна» в 2002.
В 2014 выступил ассоциированным продюсером в фильме «Поездка».

## Проблемы с законом
28 февраля 2015 года Филбин был арестован в Лос-Анджелесе. Он размахивал заряженным оружием во время ссоры со своей девушкой. Актёр мог выйти из-под ареста под залог в 25 тыс. долларов. В итоге его приговорили к тюремному заключению сроком на 30 дней (вышел спустя 26 дней) и испытательному сроку на 3 года. Также Филбин был обязан посещать курсы по управлению гневом.

## Фильмография
| Год  |    | Русское название                | Оригинальное название         | Роль                 |
| ---- | -- | ------------------------------- | ----------------------------- | -------------------- |
| 1984 | ф  | Дети кукурузы                   | Children of the Corn          | Ричард «Эймос» Диган |
| 1984 | ф  | Грандвью, США                   | Grandview, U.S.A.             | «Ковбой»             |
| 1984 | ф  | Возвращение живых мертвецов     | The Return of the Living Dead | Чак                  |
| 1985 | тф | Не мой ребёнок                  | Not My Kid                    | Брайан               |
| 1985 | ф  | Новые дети                      | The New Kids                  | Гидеон               |
| 1986 | тф | Место отдыха                    | Resting Place                 | Брэдфорд Эрскин      |
| 1987 | ф  | Под прикрытием                  | Under Cover                   | офицер Вик Филдсон   |
| 1987 | ф  | Стыдливые люди                  | Shy People                    | Томми                |
| 1989 | ф  | Марсиане, убирайтесь домой      | Martians Go Home              | Донни                |
| 1991 | ф  | На гребне волны                 | Point Break                   | Натаниэль            |
| 1993 | ф  | Тумстоун: Легенда дикого запада | Tombstone                     | Том МакЛаури         |
| 1994 | ф  | В открытом море                 | The Crew                      | Алекс                |
| 1997 | ф  | Банка смерти                    | The Killing Jar               | Пит Лоуренс          |
| 1998 | ф  | Фанатка                         | Girl                          | мистер Джонс         |
| 2001 | ф  | Отличная форма                  | Perfect Fit                   | Монти                |
| 2011 | ф  | Сёрфер души                     | Soul Surfer                   | репортёр #2          |
| 2012 | ф  | Идеальный дом                   | The Perfect House             | Джефф                |
| 2017 | с  | Кости                           | Bones                         | Нед Диксон           |